# Mallipatna, Arkalgud
Mallipatna là một làng thuộc tehsil Arkalgud, huyện Hassan, bang Karnataka, Ấn Độ.